# Стрельня (Калининградская область)
Стрельня — посёлок в Багратионовском районе Калининградской области. Входит в состав Гвардейского сельского поселения.

## Население
| 2002 | 2010 |
| ---- | ---- |
| 132  | ↗185 |